# Jardim Verônia
Jardim Verônia é um bairro no distrito de Ermelino Matarazzo, na cidade de São Paulo.